# Havenot
Un havenot est une épuisette utilisée pour la pêche aux maquereaux.

## Présentation
Le havenot est une épuisette à forte mailles utilisée pour la capture des maquereaux lorsque ceux-ci sont trop petits pour être pris à la ligne. Le pêcheur fait lever le poisson en jetant de la rogue autour du bateau avant de plonger rapidement le havenot dans l'eau.